# Adela Korczyńska
Adela Stanisława Korczyńska ps. Zośka (ur. 8 maja 1912 w Krakowie, zm. 23 sierpnia 1985 w Katowicach) – polska nauczycielka, działaczka harcerska i społeczna, członkini polskiego ruchu oporu w czasie II wojny światowej.

## Życiorys
Do Katowic wraz z rodziną przybyła w 1928 roku. W 1931 roku ukończyła Seminarium Nauczycielskie w Nowej Wsi i podjęła pracę jako nauczyciel. W latach 1931–1932 uczyła w szkole podstawowej w Nakle Śląskim, a od 1932 do wybuchu II wojny światowej – w szkołach w katowickiej Ligocie. Była działaczką Związku Nauczycielstwa Polskiego „Ognisko” oraz Polskiego Związku Zachodniego.

Jeszcze przed przybyciem na Górny Śląsk, w 1924 roku wstąpiła w szeregi Związku Harcerstwa Polskiego. W 1936 roku została hufcową w Katowicach, a od 1937 roku prowadziła szkolenia drużynowych. W 1939 roku została komendantką Pogotowia Harcerek w Katowicach. Po wybuchu II wojny światowej włączyła się w działania konspiracji. Od maja 1940 roku pełniła funkcję zastępczyni komendantki Tajnej Śląskiej Komendy Harcerek, natomiast od jesieni 1943 roku została szefem Wojskowej Służby Kobiet przy Komendzie Śląskiego Okręgu Armii Krajowej. Została wówczas awansowana do stopnia kapitana. Kierowała działaniami harcerek w zakresie służby sanitarnej, tajnego nauczania oraz pomocy jeńcom wojennym i rodzinom aresztowanych. Działała w Tajnej Sekcji „Oświęcim” w Krakowie, organizującej pomoc dla więźniów obozu koncentracyjnego Auschwitz-Birkenau. Prowadziła również tajne nauczanie.

Po zakończeniu działań wojennych powróciła do pracy w szkolnictwie oraz służby harcerskiej. W marcu 1947 roku otrzymała stopień harcmistrzyni. Była zastępczynią komendantki (1946–1948), a następnie komendantką (1948–1949) Śląsko-Dąbrowskiej Chorągwi Harcerek, natomiast w latach 1956–1959 była zastępcą komendanta Katowickiej Chorągwi ZHP. W latach 1956–1964 była członkinią Naczelnej Rady Harcerskiej. W połowie lat 60. XX wieku wycofała się działalności ZHP z powodu upolitycznienia harcerstwa oraz odejścia od ideałów skautingu.

W 1960 roku ukończyła Studium Nauczycielskie ZNP na kierunku społeczno–oświatowym z historią. Do przejścia na emeryturę w 1971 roku nauczała w katowickich szkołach podstawowych i średnich. W kolejnych latach utrzymywała kontakty ze środowiskami harcerskimi, Związkiem Bojowników o Wolność i Demokrację, Towarzystwem Miłośników Historii, Śląskim Instytutem Naukowym oraz Biblioteką Śląską. Była autorką kilkuset haseł do wydanego w 1988 roku „Słownika uczestniczek walki o niepodległość Polski 1939-1945". Publikowała również na łamach „Oświaty Dorosłych” i „Przeglądu Lekarskiego”.

Do końca życia była nękana przez służby bezpieczeństwa PRL, które chciały przejąć zgromadzone przez nią materiały. Po śmierci została pochowana na cmentarzu komunalnym przy ul. Panewnickiej w Katowicach.

## Odznaczenia i upamiętnienie
Za swe zasługi została odznaczona jeszcze w latach II wojny światowej Srebrnym i Złotym Krzyżem Zasługi z Mieczami oraz Krzyżem Walecznych. W latach powojennych otrzymała Krzyż Kawalerski Orderu Odrodzenia Polski, Medal „Za udział w wojnie obronnej 1939”, Medal 40-lecia Polski Ludowej, Złoty Krzyż „Za Zasługi dla ZHP” a także Złotą Odznakę „Zasłużony w Rozwoju Województwa Katowickiego”. Jest patronką katowickiej Szkoły Podstawowej nr 35 z Oddziałami Dwujęzycznymi przy ul. Zielonogórskiej 23.